# AB-3
O AB-3 5.6-mm  era um fuzil de assalto Soviético  para um cartucho experimental estojo pequeno, 1970.
O trabalho sobre as rodadas de estojo pequeno começou na competição interprojestro anunciado pelo  Ministério da Indústria da Defesa da URSS em 1972. A série experimental de armas usando o cartucho 5,6 mm de estojo pequeno projetado pela  Izmash (agora Kalashnikov Concern), recebeu o nome de AB. Uma característica deste esquema é a falta de uma caixa de cartucho. A bala está dentro do bloco de propulsor compactado, que é quase completamente consumido na combustão e, portanto, não há necessidade de um mecanismo de extração/ejeção. No entanto, estudos revelaram confiabilidade insatisfatória de armazenamento do cartucho sem manchas, queima irregular de propelente a baixas e altas temperaturas (em pó desmorona ou quebra em pedaços), o que levou à instabilidade da pressão no furo. Também houve problemas com a obturação do projétil, que na configuração padrão do cartucho é fornecida pela caixa do cartucho.